# Cerkev sv. Vida, Lučine
Cerkev svetega Vida v Lučinah je župnijska cerkev Župnije Lučine.
Na mestu sedanje cerkve je pred tem stala manjša cerkev, ki je bila močno poškodovana ob ljubljanskem potresu leta 1895. Zaradi statične neustreznosti so se pod vodstvom takratnega župnika in rojaka Antona Dolinarja odločili za zidavo nove cerkve. Načrt za novo cerkveno ladjo je leta 1897 izdelal arhitekt Anton Jeblinger. Na pravokotno ladjo z dvema stranskima kapelama se navezuje triosminski prezbiterij s kapelo in zakristijo ob strani. Opremo za novo cerkev je izdelal Josip Grošelj iz Selc. Zvonik je ostal od stare cerkve, ki je bil zgrajen leta 1669. Novo cerkev je slovesno blagoslovil knezoškof Anton Bonaventura Jeglič na dan svete Klare, 12. avgusta 1900. V spomin na ta dogodek je v Lučinah vsako leto žegen. 
Notranjost cerkve je poslikal lučinski rojak Matija Bradaška (tudi Bradeško), ki je bil samouk v slikarstvu. Osnovna znanja je pridobil pri mojstrih Šubicih v Poljanah. Iz stare cerkve sta v novi cerkvi ohranjeni dve sliki slikarja Jurija Šubica. Leta 1908 so na kor postavili nove pnevmatske orgle, ki jih je izdelal mojster Ivan Milavec iz Ljubljane. Orgle imajo en manual in 13 pojočih registrov, več zbiralnikov in zvez. V zvoniku zvonijo trije zvonovi. Prvotno so bili vsi zvonovi bronasti, toda med prvo svetovno vojno so dva zvona odvzeli za potrebe vojaške industrije. Leta 1920 so manjkajoča zvonova nadomestili z železnima zvonovoma, ki so jih vlili v železarni na Jesenicah. Leta 1990 je bil srednji zvon zamenjan z novim, bronastim zvonom, ki je bil izdelan v Žalcu.